# Nazionale femminile di hockey su ghiaccio della Corea del Sud
La nazionale di hockey su ghiaccio femminile della Corea del Sud è controllata dalla Federazione di hockey su ghiaccio della Corea del Sud, la federazione sudcoreana di hockey su ghiaccio, ed è la selezione che rappresenta la Corea del Sud nelle competizioni internazionali femminili di questo sport.

## Competizioni principali

### Olimpiadi invernali
La nazionale sudcoreana ha partecipato alle Olimpiadi invernali 2018 svoltesi in Corea del Sud insieme alla nazionale nordcoreana sotto il sigillo della Corea unificata.

### Giochi asiatici
- 1999: 4º posto
- 2007: 5º posto
- 2011: 5º posto
- 2017: 4º posto